# Região Plateau-Central
O Plateau-Central (nome oficial em  francês) ou Planalto Central (em português) é uma das treze regiões administrativas de Burquina Fasso criadas em 2 de julho de 2001. Sua capital é a cidade de Ziniaré.

## Províncias
A Região Plateau-Central é constituída por três províncias:
- Ganzourgou
- Kourwéogo
- Oubritenga

## Demografia
| 1985    | 1996    | 2006    |
| 446 994 | 572 154 | 696 372 |